# 王立ザクセン邦有鉄道XVIII H型蒸気機関車
王立ザクセン邦有鉄道XVIII H型蒸気機関車（おうりつザクセンほうゆうてつどうXVIII Hがたじょうききかんしゃ、ドイツ語: Sächsische XVIII {\displaystyle \textstyle {\mathfrak {H}}}）は、王立ザクセン邦有鉄道（ザクセン国鉄）の車軸配置2'C1'（パシフィック）の急行用蒸気機関車である。ドイツ国営鉄道では1925年の形式整理で18.0形となった。

## 歴史
ザクセンでは、多くの複式4気筒機関車を導入した後、プロイセンの機関車をベースにした過熱式単式3気筒機関車としてXVIII H型を設計した。本形式は1917年から1918年にかけて、ケムニッツに所在した地元機関車メーカー、ザクセン機械製造（ドイツ語版）においてNos.196 - 205の10両が製造された。
第一次世界大戦後発足したドイツ国営鉄道ではこれら10両すべてを引き継ぎ、1925年に各邦有鉄道から承継した軸配置2C1の急行旅客列車用機関車群をまとめた18形の第一グループとして、18 001 - 18 010の番号を与えた。このため本形式はドイツ国営鉄道では18.0形と呼称された。
18 002は第二次世界大戦において破壊され、残りの9両は運用線区がドイツ民主共和国（東ドイツ）の領土内となったため、ドイツ国営鉄道に引き継がれた。そこでは、ドレスデン＝アルトシュタット機関区に配置された。1965年から1968年にかけて運用を終了した。

## 構造
当時最新の広火室付過熱式ボイラーを搭載する、軸配置2'C1'で単式3気筒のテンダー機関車である。

### ボイラー
3缶胴構成で円筒形の第1・第2缶胴を備え、台枠の外に大きく広がった火室と結合するため、第3缶胴を緩やかな円錐形とした煙管式のストレート・テーパーボイラーを備える。
蒸気ドームは第2缶胴上部に、砂箱は第1缶胴上部にそれぞれ独立したケーシングに収めて搭載する。
火室の火格子面積は4.52平方メートルでこの時代のドイツの各邦国が保有した邦有鉄道のパシフィック機としては標準的な寸法であるが、使用圧力は14気圧で若干低めの値となっている。
ボイラーへの給水は2つの蒸気インゼクタとクノール給水ポンプを使用する。ポンプを経由する給水系統は缶効率低下を防ぐため、給水温め器により予熱を行う。インゼクタのうち1つは後に省略された。

### 台枠
ボイラーは火室を含めて台枠上に配置しており、主台枠は前部を強固な棒台枠、後部を製作の容易な板台枠のハイブリッド構造としている。

### シリンダー・弁装置
バイエルン流の複式4気筒ではなく、プロイセン流の単式3気筒を採用している。
このため、2つの気筒は主台枠左右外側に1本ずつ水平に設置され、3番目の気筒は主台枠内側中央に傾斜角を付けて設置されている。
3気筒すべてが第2動軸を駆動し、内側気筒の弁は、外側のホイジンガー式弁装置からレバーと中間軸を介して連動させる構造としている。

### 輪軸
動輪は平坦線での高速運転を重視して直径1,905 mmとされ、バイエルンのS3/6型の一般型（動輪径1,870 mm）やバーデンのIVf型（動輪径1,800 mm）といった、近隣各邦国の邦有鉄道が本形式に先行して設計製作したパシフィック機各種と比較して若干大き目の動輪が与えられている。
先台車は38 mm横動し、また従輪もアダムス車軸を利用して横に60 mm首を振ることが可能となっており、急曲線通過に対応する。

### ブレーキ
ブレーキは、ウェスティングハウス式自動空気ブレーキが装備されている。
基礎ブレーキはすべての車輪に片押し式で作用する踏面ブレーキである。一部の機関車にはIndusiと呼ばれる自動列車保安装置が後に装備された。

### 炭水車
炭水車としてはザクセンの2'2 T31（水積載量31立方メートルの2軸ボギー台車1組と2軸固定台車よりなる炭水車）が組み合わせられていた。

## 運用
XVIII H型は、勾配が少なく高速の出せる路線向けに設計されており、ほとんどの機関車はドレスデンに配置されてドレスデン - ライプツィヒやドレスデン - ベルリン間、あるいはドレスデン - ボーデンバッハ、ドレスデン - ブレスラウ（ヴロツワフ）間などで使用された。第二次世界大戦後も9両がかつての王都ドレスデンのアルトシュタット機関区に配置され、ベルリンへの急行列車牽引に使用された。1968年の運用終了を以て10両すべてが解体処分されており保存された機関車はない。